# Jean de Hembyse
 (juin 2023).
Si vous disposez d'ouvrages ou d'articles de référence ou si vous connaissez des sites web de qualité traitant du thème abordé ici, merci de compléter l'article en donnant les références utiles à sa vérifiabilité et en les liant à la section « Notes et références ».
Jean de Hambyse (en néerlandais : Jan van Hembyse), né à Gand le 9 juillet 1513 et mort à Gand le 8 août 1584, est un homme politique gantois. Entre 1578 et 1584, il exerce le pouvoir avec François de la Kethulle de Ryhove (souvent appelé Ryhove) sur la ville de Gand, qui reçut le nom de République gantoise.

## Biographie

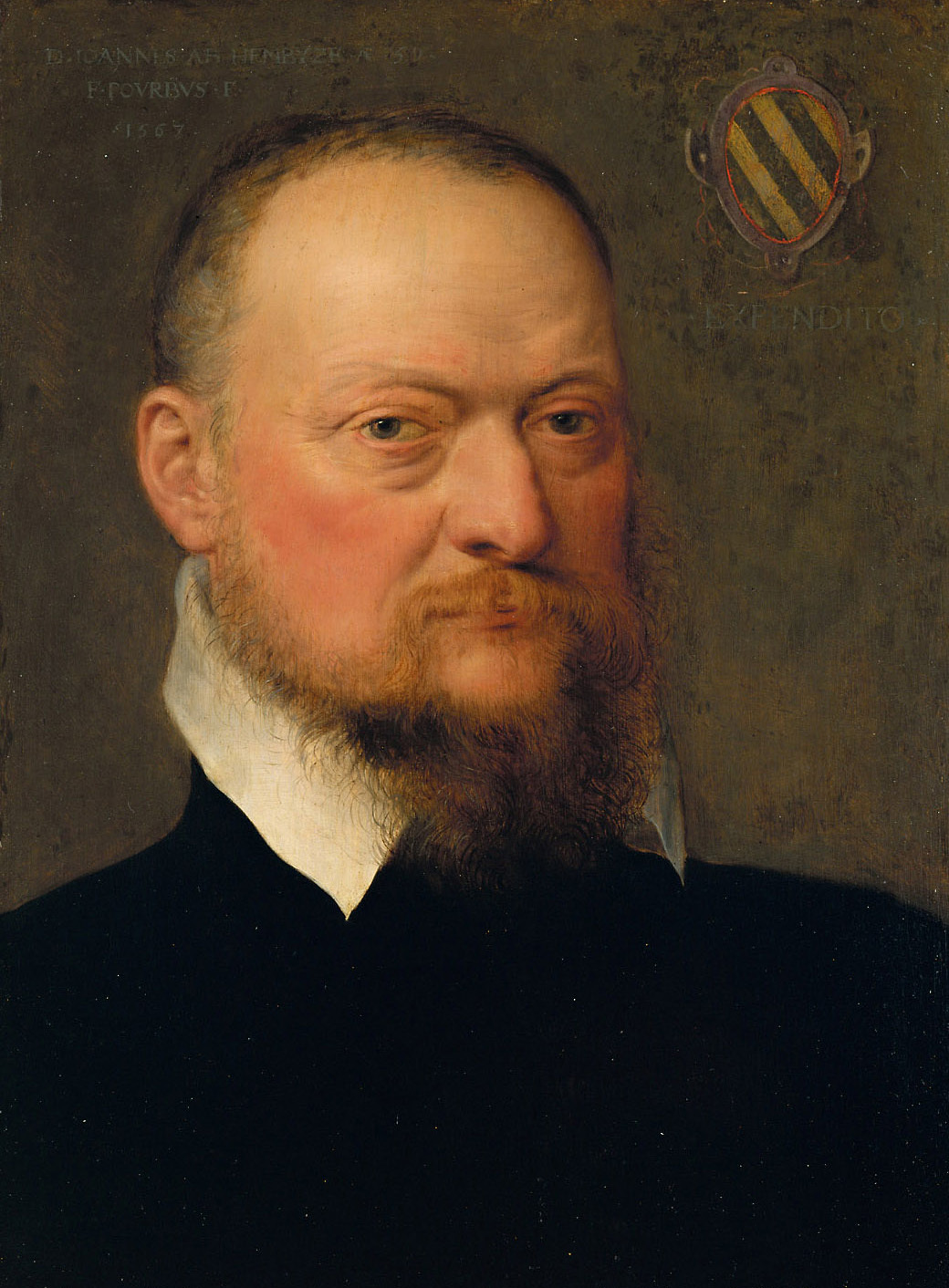
Portrait de Jean de Hembyse, par Frans Pourbus l'Ancien (1567), au Musée d'Histoire de l'art de Vienne

Issu d'une famille noble devenue calviniste, Jean de Hembyse (parfois, Jean de Hembize) ne signe pas le Compromis des nobles. Lui et, dans une moindre mesure, François de la Kethulle de Ryhove radicalisent Gand en 1577, contrecarrant ainsi la politique religieuse plus conciliante de Guillaume d'Orange. Ce sont Hembyse et Ryhove qui feront arrêter Philippe III de Croÿ, duc d'Aerschot, et Jacques Hessels ainsi que des notables gantois fin octobre 1577.
En janvier 1578, Hembise devient premier échevin, soutient, à l'inverse du plus modéré Ryhove, le prédicateur Petrus Dathenus, contribue à déclencher un mouvement iconoclaste et réussit à défaire complètement la tolérance de Guillaume d'Orange envers les catholiques de Gand. 
Jean de Hembyse investit le Hof van Veere, au coin de la Voldersstraat et du Korte Meer, qui était auparavant le site de l'Amirauté de Veere (nl), transformé plus tard en monastère jésuite de Gand (nl) et aujourd'hui en école Emile Braun (nl).
Expulsé du gouvernement par Guillaume d'Orange en 1579, Hembyse s'enfuit dans le Palatinat, mais est rappelé à Gand en octobre 1583 alors que la ville est déjà assiégée par les troupes du duc de Parme.
Après la découverte de sa correspondance secrète avec le duc de Parme, il est capturé le 23 mars 1584 et décapité pour haute trahison sur la Sint-Veerleplein à Gand la 4 août 1584.

## Hommage
À Gand, une rue a été nommée Jan van Hembysebolwerk en sa mémoire.